# Panorpa coomani
Panorpa coomani är en näbbsländeart som beskrevs av Cheng 1957. Panorpa coomani ingår i släktet Panorpa och familjen skorpionsländor. Inga underarter finns listade i Catalogue of Life.